# VR Bank RheinAhrEifel
Die VR Bank RheinAhrEifel eG ist eine genossenschaftliche Bank. Das Geschäftsgebiet erstreckt sich vom Rhein, linksrheinisch bei Remagen sowie rechtsrheinisch bei Rheinbreitbach bis in den Süden der Vulkaneifel nach Gillenfeld, von Koblenz sowie vom Mittelrhein bei Mülheim-Kärlich über das Maifeld um Polch bis in die Hocheifel um die Hohe Acht und den Nürburgring.

## Geschichte
Die Bank hat ihre Ursprünge in dem von Friedrich Wilhelm Raiffeisen 1854 initiierten Heddesdorfer Wohltätigkeitsverein, an dessen Stelle 1864 der Heddesdorfer Darlehenskassenverein trat, der heute als erste Genossenschaft im Raiffeisen’schen Sinne gilt. 1862 erfolgte die Gründung des Darlehnskassenvereins der Bürgermeisterei Engers, der das juristische Gründungsinstitut der Bank darstellt.
Die Volksbank RheinAhrEifel eG entstand im Jahr 2002 durch die Fusion der Volksbank Rhein-Ahr mit der Volksbank Vulkaneifel, die unter anderem aus der Mayener Volksbank entstanden war. Sitz der Genossenschaft war Bad Neuenahr-Ahrweiler, der Verwaltungssitz befand sich in Mayen.
2016 fusionierte die Volksbank RheinAhrEifel eG mit der Raiffeisenbank Mittelrhein eG und 2017 mit der Volksbank Mülheim-Kärlich eG. Hierbei blieben der Name der Bank, der Sitz der Genossenschaft sowie der Verwaltungssitz erhalten. 2019 fusionierte die Volksbank RheinAhrEifel eG mit der Volksbank Koblenz Mittelrhein eG. Der Name blieb erhalten, der Sitz der Genossenschaft änderte sich nach Koblenz. Verwaltungssitze sind in Bad Neuenahr und Mayen.
2023 fusionierte die Volksbank RheinAhrEifel eG mit der VR Bank Rhein-Mosel eG. Der Name wurde in VR Bank RheinAhrEifel eG geändert, der Sitz der Genossenschaft bleibt Koblenz. Verwaltungssitze sind in Bad Neuenahr, Mayen und Neuwied.

## Geschäft
Die VR Bank RheinAhrEifel eG hat ihr Geschäftsgebiet in die Regionalmärkte Ahr/Brohltal, Eifel, Koblenz/Mittelrhein/Mosel, Mayen/Maifeld/Pellenz und Neuwied/Linz gegliedert. Kerngeschäft ist das Einlagen- und Kreditgeschäft sowie die Vermittlung von Produkten der Partnerunternehmen in der genossenschaftlichen Finanzgruppe.
Für die gesellschaftlichen Aktivitäten wurde eine rechtsfähige Stiftung eingerichtet.

### Tochterunternehmen
Die Geno Immobilien GmbH besteht seit 1992. Gesellschafter sind die VR Bank RheinAhrEifel eG (Anteil 80,7 Prozent) und die Raiffeisenbank MEHR eG Mosel – Eifel – Hunsrück – Region (Anteil 19,3 Prozent). Der Sitz der Gesellschaft ist in Mayen. Weitere Beratungsbüros befinden sich in Bad Neuenahr-Ahrweiler, Daun und Ochtendung. Die Geno Immobilien GmbH befasst sich im Wesentlichen mit dem Verkauf und der Vermittlung von Immobilien sowie der Vermarktung von Bauland.
Mit der Zentrale in Ochtendung und den Standorten Mertloch, Münstermaifeld, Kobern-Gondorf und Treis-Karden gehört die Raiffeisen-Markt Maifeld GmbH ebenfalls zur VR Bank und ist fachkundiger Partner für Heizöl, Diesel, Holzpellets (Energie), Agrarhandel, Düngemittel, Saatgut, Pflanzenschutz, Weinbaubedarf, Saisonartikel und vieles mehr.

### Finanzgruppe
Als Genossenschaftsbank ist die VR Bank RheinAhrEifel eG in die genossenschaftliche Finanzgruppe eingebunden. Als Zentralbank fungiert die Deutsche Zentral-Genossenschaftsbank AG in Frankfurt am Main. Zu ihren Verbundpartnern gehören die Bausparkasse Schwäbisch Hall AG, die R+V Versicherung AG, die Union Asset Management Holding AG, die VR Smart Finanz AG sowie die DZ Hyp. Die VR Bank RheinAhrEifel eG ist Mitglied der Sicherungseinrichtung des Bundesverbandes der Deutschen Volksbanken und Raiffeisenbanken e. V.

## Belege
1. 1 2  Stammdaten des Kreditinstitutes bei der Deutschen Bundesbank
2. ↑  Zahlen & Fakten. Unsere Daten im Überblick. VR Bank RheinAhrEifel, Januar 2025, abgerufen am 2. Mai 2025.
3. ↑  Bekanntmachung des Amtsgerichts Koblenz zu GnR 10150 am 15. Juni 2023

Koordinaten: 50° 21′ 15″ N, 7° 35′ 35,2″ O